# Ernest Townsend
Ernest Townsend (Derby, 1º gennaio 1880 – 22 gennaio 1944) è stato un artista inglese, diventato famoso come ritrattista.
Ha studiato al Derby College of Art, all'Heatherleys a Chelsea e della Royal Academy. Tra le sue opere più famose un ritratto del 1915 di Winston Churchill quando era Primo Lord dell'Ammiragliato, e adesso è appeso nel National Liberal Club di Londra.

## Biografia

### I primi anni
Ernest Townsend nacque a Parliament Street a Derby, il minore dei cinque figli di James Townsend, carrozziere presso la Holmes di Derby (in seguito Sanderson & Holmes). Quella di carrozziere era stato la professione esercitata dai Townsend per almeno tre generazioni; il padre James, William, si era trasferito a Derby da Bitton, nel Gloucestershire nel tardo 1850.
La sua educazione si svolse presso la Abbey Street School e all'età di 14 anni diventò apprendista presso uno studio di architetti, Wright e Thorpe (più tardi conosciuta come TH Associates Thorpe), al 23 di St James Street, a Derby. Thomas Harrison Thorpe, uno dei partner junior, riconobbe le capacità artistiche Townsend rapidamente e da lì nacque una lunga amicizia fra loro.

### Heatherleys e la Royal Academy
Thorpe aveva avuto occhio e alla fine Townsend lasciò l'architettura del tutto e si imbarcò in un corso a tempo pieno presso la Scuola Heatherly di Belle Art di Londra. Si trasferì poi a un corso di cinque anni presso la Royal Academy dove fu iscritto come studente della Scuola di Pittura dal 28 gennaio fino a gennaio 1907. Tra i suoi tutor ci furono John Singer Sargent e Lawrence Alma-Tadema. Tra i suoi amici in quegli anni spiccavano futuri artisti come Aubrey Beardsley, Alfred Munnings, Augustus John e Laura Knight. Townsend espose 15 dipinti presso l'Accademia tra il 1910 ed il 1937.
Studente d'arte senza soldi, viveva con il fratello William Townsend Paulson, che era diventato Design Master presso la Royal School of Needlework ed era autore e curatore di pubblicazioni d'arte. Ernest ampliava il suo reddito con il lavoro presso tali riviste, in particolare per la Art Worker's Quarterly.
Nel 1904 vinse la borsa di studio Landseer della Royal Academy per la pittura e nel 1905 vinse il premio dell'Accademia di Creswick per Willows and Weeds, un dipinto donato dalla famiglia dopo la sua morte alla Art Gallery di Derby.

### Ritorno a Derby
Nel 1907 lasciò Londra e dopo qualche tempo a Parigi e nei Paesi Bassi tornò a Derby, dove aveva uno studio in Full Street, vivendo nella vicina Coxbench. Nel 1912 Townsend, come i suoi amici Alfred Munnings e Laura Knight, rappresentò la Gran Bretagna ai Giochi Olimpici di Stoccolma portando un dipinto alla mostra olimpico Art.
All'età di 25 anni Townsend fu incaricato di dipingere il suo ex preside della Scuola d'Arte, TC Simmonds. Questo dipinto fu poi accettata dalla Royal Academy per l'esposizione dell'estate del 1910. Forse fu questo successo che gli portò un altro incarico da parte del Comune, il ritratto del direttore della Libraries Museum and Art Gallery, William Crowther, giunto al suo pensionamento nel 1911. A questo seguirono molte altre commissioni a carattere "ufficiale" da parte della città di Derby: una successione di ritratti dei sindaci possono essere ammirati nel municipio oggi.

### Ritratto di Winston Churchill

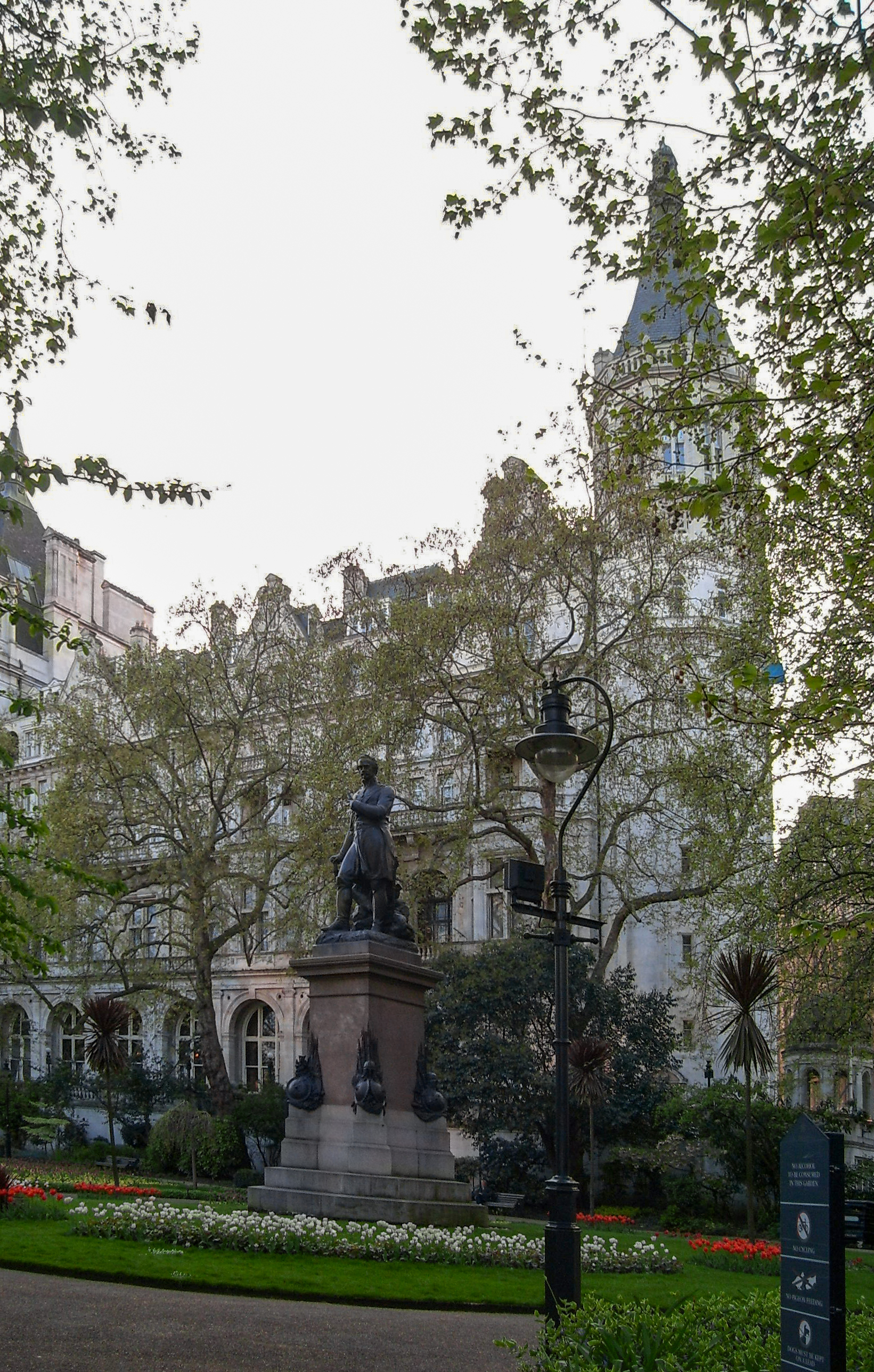
Il National Liberal Club

Il ritratto del 1915 di Winston Churchill quando era Primo Lord dell'Ammiragliato venne commissionato in forma anonima. Questo quadro è ora appeso nella National Liberal Club di Londra, ma non lo fu fino al 1944. Churchill non era stato disponibile a farlo appendere nel 1915 e quando lo divenne non era più un membro popolare del Liberal Club. Il ritratto fu così accantonato e recuperato e reso disponibile per la visione al pubblico solo dopo il successo di Churchill nel 1944, quando con un certo ritardo gli fu chiesto di poterlo appendere.

### Il Derby Sketching Club
Proprio come all'Academy Schools aveva creato un gruppo d'élite d'artisti (Munnings, Laura Knight, ed altri), così fece a Derby, seppur su scala minore. La Derby edoardiana aveva un proprio gruppo d'artisti regionali: Alfred John Keene (anche noto per la sua precoce e raffinata fotografia), SH Parkin, e Frank Gresley. Questi ed un certo numero di artisti meno noti ma competenti si incontravano al Derby Sketching Club, da cui Townsend fu subito attratto: sarebbe rimasto membro del club per il resto della sua vita e tramite esso incontrò il mecenate Alfred Goodey.
Fu allo Sketching Club che incontrò Peter Campbell e suo figlio Percy. Peter si era trasferito da Stockton-on-Tees per lavorare per la Società Bemrose come artista commerciale, anche se proseguì come freelance e produsse molte opere per la Midland Railway. L'amicizia portò Ernest ad essere invitato alla casa dei Campbell ad Havelock Road a Derby, che allora era quasi in campagna. I tre uomini condividevano un interesse non solo per l'arte, ma anche per la musica amatoriale e per questo ai tre uomini si unì anche la figlia di Peter Doris, membro dello Sketching Club che accompagnava al piano il padre che suonava il violino e Townsend che era baritono. I due giovani si sposarono il 30 dicembre 1912 nella Chiesa di St James a Clapham.

### Seconda Guerra Mondiale
Quando Townsend morì nel 1944, alcuni dissero che era dovuto al superlavoro. Era stato occupato durante la guerra nella creazione di disegni che potessero essere utilizzati per camuffare a Derby le fabbriche dei motori per aerei prodotti dalla Rolls-Royce. Queste fabbriche costruivano i motori Merlin per gli Spitfire e gli Hurricane. Usando le sue abilità riuscì a fare in modo che la fabbrica dal cielo apparisse non diversamente da un villaggio.
Nel 1944 la Derby Art Gallery organizzò una mostra commemorativa in suo onore. Derby Art Gallery ospita una vasta collezione delle sue opere, anche se non in esposizione permanente. Essendo morto Townsend nel 1944 questo significa che le sue opere non saranno di pubblico dominio fino al 2014 e che per l'utilizzo dei suoi dipinti serve l'autorizzazione del proprietario del copyright.

## Opere principali
- Exeter Bridge, Derby
- Derby Fish Market by Night
- Winston Churchill, 1915
- Scene in Market Place during Gun Week, November 18th to 23rd 1918
- A Glimpse of Derby Market Place on Carnival Day, 1926
- Hospital Carnival Day, 1935[7]